# Campeonato Sergipano de Futebol de 2006 - Série A2
O Campeonato Sergipano da Série A2 de 2006 foi a 16º edição do torneio que corresponde à segunda divisão do futebol em Sergipe.

## Formato

### Primeira Fase
Nessa fase as 8 equipes são divididas em dois grupos o grupo A e o grupo B ambas possuem 4 equipes. As associações realizam jogos de ida e volta dentro de seus grupos, classificando-se para a próxima fase as 2 melhores equipes de cada grupo.

### Segunda Fase
As 2 equipes classificadas jogam as partidas finais em ida e volta. As equipes campeã e vice-campeã ascenderão ao Sergipão em 2007.

### Critérios de desempate
Persistindo empate em número de pontos serão aplicados os seguintes critérios na ordem que forem citados.
1. Maior número de vitórias;

2. Maior saldo de gols;

3. Maior número de gols pró;

4. Menor número de gols contra;

5. Confronto direto entre as Associações;

6. Menor número de cartões vermelho recebidos;

7. Menor número de cartões amarelo recebidos;

8. Sorteio.

## Equipes Participantes
Abaixo a lista dos clubes que participaram do campeonato em 2006. 
| Baixa | Equipes rebaixadas da Série A1 de 2005 |

## Primeira Fase

### Grupo A
| Pos | Times         | Pts | J | V | E | D | GP | GC | SG |
| --- | ------------- | --- | - | - | - | - | -- | -- | -- |
| 1   | São Cristóvão | 10  | 6 | 3 | 1 | 2 | 10 | 7  | +3 |
| 2   | Dorense       | 9   | 6 | 2 | 3 | 1 | 7  | 4  | +3 |
| 3   | São Domingos  | 8   | 6 | 2 | 2 | 2 | 9  | 9  | 0  |
| 4   | Riachão       | 5   | 6 | 1 | 2 | 3 | 4  | 10 | -6 |

|               | DOR   | RIA   | SCT   | SDO   |
| ------------- | ----- | ----- | ----- | ----- |
| Dorense       | —     | 0 – 0 | 2 – 0 | 1 – 1 |
| Riachão       | 0 – 2 | —     | 1 – 1 | 2 – 0 |
| São Cristóvão | 1 – 0 | 4 – 1 | —     | 2 – 0 |
| São Domingos  | 2 – 2 | 3 – 0 | 3 – 2 | —     |

|  |                     |  |        |  |                      |
|  | Vitória do Mandante |  | Empate |  | Vitória do Visitante |

#### Rodadas na liderança e Lanterna
Em negrito, os clubes que mais permaneceram na liderança.
| Liderança | Liderança | Liderança | Liderança | Liderança        | Liderança        | Liderança | Liderança | Liderança | Liderança |
| --------- | --------- | --------- | --------- | ---------------- | ---------------- | --------- | --------- | --------- | --------- |
| 1         | 2         | 3         | 4         | 5                | 6                |           |           |           |           |
| DORENSE   | DORENSE   | DORENSE   | DORENSE   | SÃO CRISTÓVÃO FC | SÃO CRISTÓVÃO FC |           |           |           |           |
| Lanterna  |           |           |           |                  |                  |           |           |           |           |
| 1         | 2         | 3         | 4         | 5                | 6                |           |           |           |           |
| RIACHÃO   |           |           |           |                  |                  |           |           |           |           |

#### Resultados
| 3 de setembro de 2006 | São Cristóvão | 2 – 0 | São Domingos | São Cristóvão           |
|                       |               |       |              | Estádio: Campo do Limão |

| 3 de setembro de 2006 | Riachão | 0 – 2 | Dorense | Riachão do Dantas     |
|                       |         |       |         | Estádio: Roberto Góis |

| 10 de setembro de 2006 | Dorense | 2 – 0 | São Cristóvão | Nossa Senhora das Dores  |
|                        |         |       |               | Estádio: Ariston Azevedo |

| 10 de setembro de 2006 | São Domingos | 3 – 0 | Riachão | São Domingos             |
|                        |              |       |         | Estádio: Arnaldo Pereira |

| 16 de setembro de 2006 | Dorense | 1 – 1 | São Domingos | Nossa Senhora das Dores  |
|                        |         |       |              | Estádio: Ariston Azevedo |

| 16 de setembro de 2006 | São Cristóvão | 4 – 1 | Riachão | São Cristóvão           |
|                        |               |       |         | Estádio: Campo do Limão |

| 24 de setembro de 2006 | Riachão | 1 – 1 | São Cristóvão | Riachão do Dantas     |
|                        |         |       |               | Estádio: Roberto Góis |

| 24 de setembro de 2006 | São Domingos | 2 – 2 | Dorense | São Domingos             |
|                        |              |       |         | Estádio: Arnaldo Pereira |

| 8 de outubro de 2006 | Riachão | 2 – 0 | São Domingos | Riachão do Dantas     |
|                      |         |       |              | Estádio: Roberto Góis |

| 8 de outubro de 2006 | São Cristóvão | 1 – 0 | Dorense | São Cristóvão           |
|                      |               |       |         | Estádio: Campo do Limão |

| 15 de outubro de 2006 | São Domingos | 3 – 2 | São Cristóvão | São Domingos             |
|                       |              |       |               | Estádio: Arnaldo Pereira |

| 15 de outubro de 2006 | Dorense | 0 – 0 | Riachão | Nossa Senhora das Dores  |
|                       |         |       |         | Estádio: Ariston Azevedo |

### Grupo B
| Pos | Times              | Pts | J | V | E | D | GP | GC | SG |
| --- | ------------------ | --- | - | - | - | - | -- | -- | -- |
| 1   | América de Propriá | 13  | 6 | 4 | 1 | 1 | 8  | 6  | +2 |
| 2   | SE São Cristóvão   | 7   | 6 | 2 | 1 | 3 | 7  | 6  | +1 |
| 3   | Maruinense         | 7   | 6 | 2 | 1 | 3 | 6  | 7  | -1 |
| 4   | Neópolis           | 6   | 6 | 1 | 3 | 2 | 6  | 8  | -2 |

|                    | AMÉ   | MAR   | NEÓ   | SSC   |
| ------------------ | ----- | ----- | ----- | ----- |
| América de Propriá | —     | 3 – 2 | 0 – 0 | 1 – 0 |
| Maruinense         | 0 – 1 | —     | 0 – 1 | 2 – 1 |
| Neópolis           | 2 – 3 | 1 – 1 | —     | 1 – 1 |
| SE São Cristóvão   | 2 – 0 | 0 – 1 | 3 – 1 | —     |

|  |                     |  |        |  |                      |
|  | Vitória do Mandante |  | Empate |  | Vitória do Visitante |

#### Rodadas na liderança e Lanterna
Em negrito, os clubes que mais permaneceram na liderança.
| Liderança        | Liderança        | Liderança        | Liderança  | Liderança  | Liderança | Liderança | Liderança | Liderança | Liderança |
| ---------------- | ---------------- | ---------------- | ---------- | ---------- | --------- | --------- | --------- | --------- | --------- |
| 1                | 2                | 3                | 4          | 5          | 6         |           |           |           |           |
| AMÉRICA          |                  |                  |            |            |           |           |           |           |           |
| Lanterna         |                  |                  |            |            |           |           |           |           |           |
| 1                | 2                | 3                | 4          | 5          | 6         |           |           |           |           |
| SE SÃO CRISTOVÃO | SE SÃO CRISTOVÃO | SE SÃO CRISTOVÃO | MARUINENSE | MARUINENSE | NEÓ       |           |           |           |           |

#### Resultados
| 2 de setembro de 2006 | Neópolis | 2 – 3 | América de Propriá | Neópolis               |
|                       |          |       |                    | Estádio: Vila Passagem |

| 2 de setembro de 2006 | SE São Cristóvão | 0 – 1 | Maruinense | Carmópolis                |
|                       |                  |       |            | Estádio: Idalito Oliveira |

| 10 de setembro de 2006 | América de Propriá | 1 – 0 | SE São Cristóvão | Propriá                 |
|                        |                    |       |                  | Estádio: Durval Feitosa |

| 10 de setembro de 2006 | Maruinense | 0 – 1 | Neópolis | Maruim           |
|                        |            |       |          | Estádio: Vavazão |

| 16 de setembro de 2006 | Neópolis | 1 – 1 | SE São Cristóvão | Neópolis               |
|                        |          |       |                  | Estádio: Vila Passagem |

| 17 de setembro de 2006 | Maruinense | 0 – 1 | América de Propriá | Maruim           |
|                        |            |       |                    | Estádio: Vavazão |

| 23 de setembro de 2006 | SE São Cristóvão | 3 – 1 | Neópolis | Carmópolis                |
|                        |                  |       |          | Estádio: Idalito Oliveira |

| 24 de setembro de 2006 | América de Propriá | 3 – 2 | Maruinense | Propriá                 |
|                        |                    |       |            | Estádio: Durval Feitosa |

| 7 de outubro de 2006 | SE São Cristóvão | 2 – 0 | América de Propriá | Carmópolis                |
|                      |                  |       |                    | Estádio: Idalito Oliveira |

| 7 de outubro de 2006 | Neópolis | 1 – 1 | Maruinense | Neópolis               |
|                      |          |       |            | Estádio: Vila Passagem |

| 15 de outubro de 2006 | América de Propriá | 0 – 0 | Neópolis | Propriá                 |
|                       |                    |       |          | Estádio: Durval Feitosa |

| 15 de outubro de 2006 | Maruinense | 2 – 1 | SE São Cristóvão | Maruim           |
|                       |            |       |                  | Estádio: Vavazão |

## Final
| 22 de outubro de 2006 | São Cristóvão | 0 – 2 | América de Propriá | São Cristóvão           |
|                       |               |       |                    | Estádio: Campo do Limão |

| 25 de outubro de 2006 | América de Propriá | 1 – 2 | São Cristóvão | Propriá                 |
|                       |                    |       |               | Estádio: Durval Feitosa |

### Premiação
| Campeonato Sergipano de 2006 Série A2  |
| -------------------------------------- |
| América de Propriá Campeão (1º título) |